# كريستين إيفانز
كريستين إيفانز هي مغنية كندية، ولدت في 25 مايو 1990.

## وصلات خارجية
- كريستين إيفانز على موقع ميوزك برينز (الإنجليزية)
- كريستين إيفانز على موقع ديسكوغز (الإنجليزية)